# Silvio Ballarin
Silvio Ballarin (Zara, 29 luglio 1901 – Pisa, 11 marzo 1969) è stato un matematico e geodeta italiano.

## Biografia
Laureatosi nel 1924 in matematica comincia la carriera come docente di topografia e geodesia.
Nel periodo 1952-53, su incarico della Commissione Geodetica Italiana, si occupò della realizzazione della 
Carta gravimetrica d'Italia organizzando a tal fine 
un apposito ufficio presso l'Istituto di geodesia e topografia di Pisa.
Fu socio dell'Accademia dei Lincei.